# Senotainia fulvicornis
Senotainia fulvicornis är en tvåvingeart som först beskrevs av Wulp 1890.  Senotainia fulvicornis ingår i släktet Senotainia och familjen köttflugor. Inga underarter finns listade i Catalogue of Life.